# العلاقات الألمانية البرتغالية
العلاقات الألمانية البرتغالية هي العلاقات الثنائية التي تجمع بين ألمانيا والبرتغال.

## مقارنة بين البلدين
هذه مقارنة عامة ومرجعية للدولتين:
| وجه المقارنة                                              | ألمانيا                                                                              | البرتغال                                                  |
| --------------------------------------------------------- | ------------------------------------------------------------------------------------ | --------------------------------------------------------- |
| المساحة (كم2)                                             | 357.41 ألف                                                                           | 92.21 ألف                                                 |
| عدد السكان (نسمة)                                         | 81.29 مليون                                                                          | 10.60 مليون                                               |
| الكثافة السكانية (ن./كم²)                                 | 227.44                                                                               | 114.95                                                    |
| العاصمة                                                   | بون، برلين                                                                           | لشبونة                                                    |
| اللغة الرسمية                                             | اللغة الألمانية                                                                      | اللغة البرتغالية، اللغة الميراندية                        |
| العملة                                                    | يورو، مارك ألماني                                                                    | يورو، اسكودو برتغالي                                      |
| الناتج المحلي الإجمالي (بليون دولار)                      | 3.68 تريليون                                                                         | 217.57 مليار                                              |
| الناتج المحلي الإجمالي (تعادل القوة الشرائية) بليون دولار | 3.92 تريليون                                                                         | 307.82 مليار                                              |
| الناتج المحلي الإجمالي الاسمي للفرد دولار أمريكي          | 41.31 ألف                                                                            | 19.22 ألف                                                 |
| الناتج المحلي الإجمالي للفرد دولار أمريكي                 | 46.40 ألف                                                                            | 28.76 ألف                                                 |
| مؤشر التنمية البشرية                                      | 0.926                                                                                | 0.830                                                     |
| رمز المكالمات الدولي                                      | +49                                                                                  | +351                                                      |
| رمز الإنترنت                                              | .de                                                                                  | .pt                                                       |
| المنطقة الزمنية                                           | توقيت وسط أوروبا، ت ع م+01:00، ت ع م+02:00، توقيت أوروبا الوسطى المعياري (ت غ م +1) ‏ | توقيت غرب أوروبا، توقيت غرب أوروبا الصيفي، أوروبا/لشبونة ‏ |

## مدن متوأمة
في ما يلي قائمة باتفاقيات التوأمة بين مدن ألمانية وبرتغالية:
- ترتبط Naurod  [لغات أخرى]‏ مع Constância [الإنجليزية]‏ باتفاقية توأمة.
- ترتبط كايسرسلاوترن مع غيمارايش باتفاقية توأمة منذ 1967.
- ترتبط كوكسهافن مع إلهافو باتفاقية توأمة منذ 13 أغسطس 2004.
- ترتبط زيغبورغ مع غوآردا باتفاقية توأمة.
- ترتبط أوختروب مع Seia [الإنجليزية]‏ باتفاقية توأمة.
- ترتبط راينه مع ليريا باتفاقية توأمة منذ 1996.[17]
- ترتبط باساو مع فارو باتفاقية توأمة منذ 8 أبريل 1984.
- ترتبط غروس-أومشتات مع سانتو تريسو باتفاقية توأمة.[18]
- ترتبط بورلادينغن مع أوريم باتفاقية توأمة.
- ترتبط ينا مع بورتو باتفاقية توأمة منذ 1983.
- ترتبط إرباخ إم أودنفالد مع Ansião [الإنجليزية]‏ باتفاقية توأمة.
- ترتبط إشبورن مع بوفوا دي فارزيم باتفاقية توأمة.
- ترتبط أوسنابروك مع فيلا ريال باتفاقية توأمة منذ 2005.[19][20][21][22]
- ترتبط بريتن مع Condeixa-a-Nova [الإنجليزية]‏ باتفاقية توأمة منذ 1 ديسمبر 1979.[23][23]
- ترتبط آلتوتينغ مع فاطمة باتفاقية توأمة.
- ترتبط لايمن مع Castanheira de Pera [الإنجليزية]‏ باتفاقية توأمة.
- ترتبط لايشلينغن مع فونشال باتفاقية توأمة.
- ترتبط فيزلوخ مع أمارانتي باتفاقية توأمة.
- ترتبط بون مع أفيرو باتفاقية توأمة منذ 1983.
- ترتبط كونيغزيه مع Ansião [الإنجليزية]‏ باتفاقية توأمة.
- ترتبط باد كوتستينغ مع Sesimbra [الإنجليزية]‏ باتفاقية توأمة.

## منظمات دولية مشتركة
يشترك البلدان في عضوية مجموعة من المنظمات الدولية، منها:
| علم المنظمة | اسم المنظمة                               | تاريخ انضمام ألمانيا | تاريخ انضمام البرتغال |
| ----------- | ----------------------------------------- | -------------------- | --------------------- |
|             | مؤسسة التمويل الدولية                     | 20 يوليو 1956        | 8 يوليو 1966          |
|             | يونسكو                                    | 11 يوليو 1951        | 11 مارس 1965          |
|             | مجموعة أستراليا                           | 1985                 | 1985                  |
|             | المرصد الأوروبي الجنوبي                   | 1962                 | 2001                  |
|             | اتحاد المدفوعات الأوروبي ‏                 | ?                    | ?                     |
|             | مركز تنسيق الحركة في أوروبا ‏              | ?                    | ?                     |
|             | مجموعة الموردين النوويين                  | ?                    | ?                     |
|             | الوكالة الدولية للطاقة                    | ?                    | ?                     |
|             | مؤسسة التنمية الدولية                     | 24 سبتمبر 1960       | 29 ديسمبر 1992        |
|             | منظمة التعاون الاقتصادي والتنمية          | 27 سبتمبر 1961       | 4 أغسطس 1961          |
|             | المركز الدولي لتسوية المنازعات الاستشارية | 18 مايو 1969         | 1 أغسطس 1984          |
|             | وكالة ضمان الاستثمار متعدد الأطراف        | 12 أبريل 1988        | 6 يونيو 1988          |
|             | منظمة حظر الأسلحة الكيميائية              | 29 أبريل 1997        | ?                     |
|             | المنظمة الأوروبية لسلامة الملاحة الجوية   | 1960                 | 1986                  |
|             | البنك الإفريقي للتنمية                    | ?                    | ?                     |
|             | الأمم المتحدة                             | 18 سبتمبر 1973       | 14 ديسمبر 1955        |
|             | الاتحاد الدولي للاتصالات                  | 1866                 | 1866                  |
|             | المنظمة الهيدروغرافية الدولية             | ?                    | ?                     |
|             | منظمة الشرطة الجنائية الدولية             | ?                    | ?                     |
|             | البنك الدولي للإنشاء والتعمير             | 14 أغسطس 1952        | 29 مارس 1961          |
|             | منظمة الأمن والتعاون في أوروبا            | 25 يونيو 1973        | 25 يونيو 1973         |
|             | وكالة الفضاء الأوروبية                    | 31 مايو 1977         | ?                     |
|             | الاتحاد البريدي العالمي                   | 1 يوليو 1875         | ?                     |
|             | حلف شمال الأطلسي                          | 9 مايو 1955          | 4 أبريل 1949          |
|             | منظمة التجارة العالمية                    | ?                    | ?                     |
|             | الفريق المعني برصد الأرض                  | ?                    | ?                     |
|             | بنك التنمية الآسيوي                       | 1966                 | 2002                  |
|             | نظام تحكم تكنولوجيا القذائف               | 1987                 | 1992                  |
|             | مجلس أوروبا                               | 13 يوليو 1950        | ?                     |
|             | الاتحاد الأوروبي                          | 25 مارس 1957         | 1986                  |
|             | اتفاقية السماوات المفتوحة                 | ?                    | ?                     |

## أعلام
هذه قائمة لبعض الشخصيات التي تربطها علاقات بالبلدين:
- بيدرو الخامس (16 سبتمبر 1837[58] – 11 نوفمبر 1861[58][59])
- توماس مان (أديب ألماني، 6 يونيو 1875[60][61][62] – 12 أغسطس 1955[60][61][62])
- سانشو الأول ملك البرتغال (11 نوفمبر 1154[63] – 26 مارس 1211)
- سيدريك سواريس (لاعب كرة قدم برتغالي، 31 أغسطس 1991[64] – )
- فرديناند الثاني ملك البرتغال (ملك البرتغال، 29 أكتوبر 1816 – 15 ديسمبر 1885)
- كارلوس الأول ملك البرتغال (رسام برتغالي، 28 سبتمبر 1863[65][66] – 1 فبراير 1908[65][66])
- لويس الأول ملك البرتغال (31 أكتوبر 1838[67][68] – 19 أكتوبر 1889[67][68])
- مارغريت دوقة سافوي (10 يناير 1480[69][70][71] – 1 ديسمبر 1530[69][71][72])
- ماكسيمليان الأول (22 مارس 1459[73] – 12 يناير 1519[73][74][75])

## وصلات خارجية
- موقع وزارة الخارجية الألمانية
- موقع وزارة الخارجية البرتغالية